# Halksockor

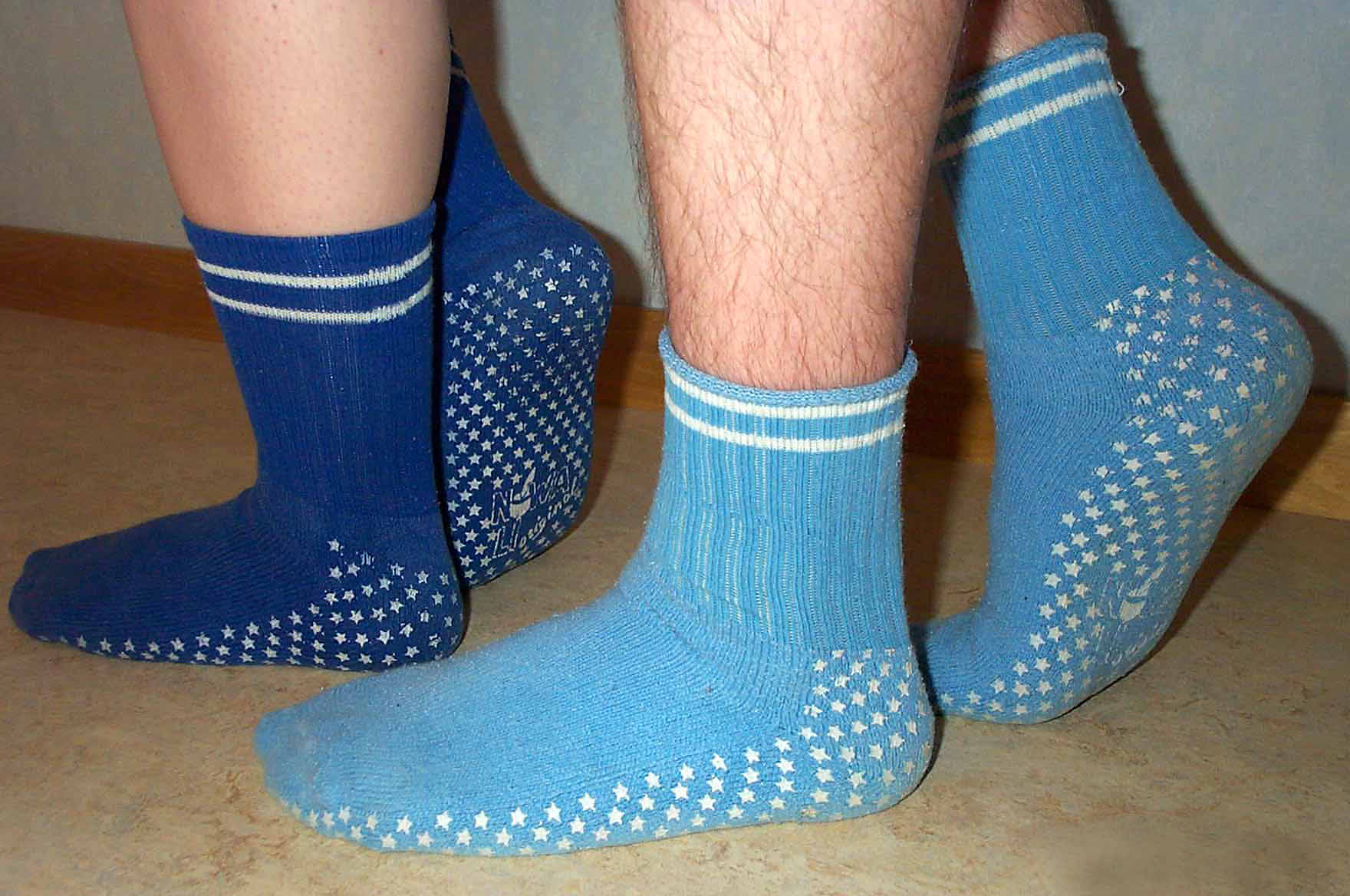
Halksockor

Halksockor är strumpor med halkskyddande beläggning på undersidan. Den moderna halksockan är skapad av en socka i bekväm bomullsfrotté med pågjutet mönster i plast (pevisol) på undersidan. Halksockan används vid dans, hemmet, skolan, gymnastik, som grovsocka i stövlar med flera användningsområden.
Halksockan är, i likhet med sockiplast, uppfunnen i Sverige av tillverkaren Nowa Li på 50-talet. Det var dock inte förrän långt senare under 1980-talet som den fick sitt genombrott och nästan konkurrerade ut mockasinerna från samma tillverkare. Sockan är flitigt kopierad och flera butikskedjor har egna modeller i sitt sortiment.